# Molino de Ricovanca

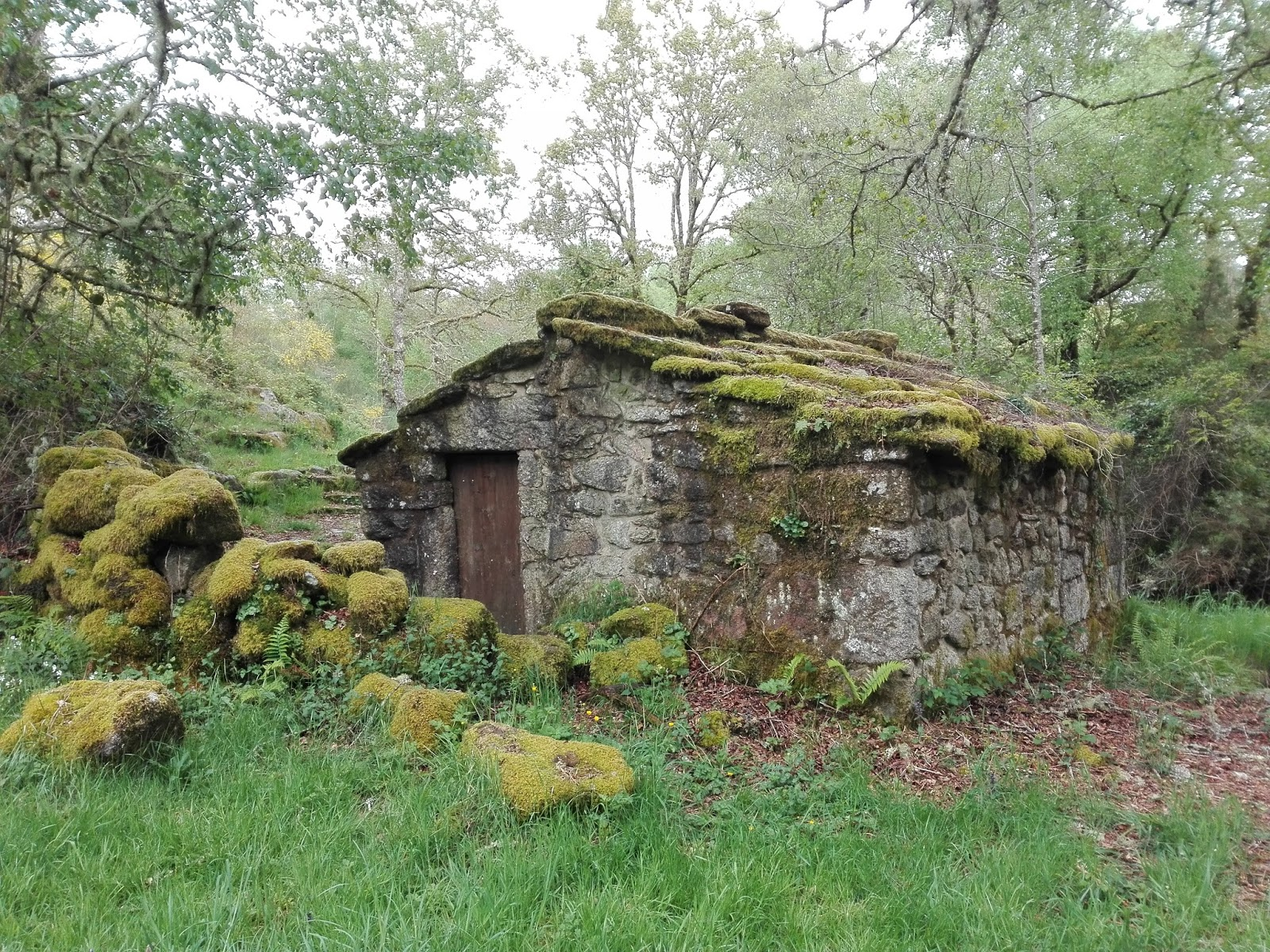
El molino de Ricovanca.

El molino de Ricovanca es un antiguo molino hidráulico situado a la orilla del río Verdugo, en la aldea de Ricovanca en Girazga (Beariz), que se encuentra al lado de un puente romano, el puente de Ricovanca, construido mediante losas de piedra.

## Descripción
Encima del puente se encuentra una pequeña presa que desvía el agua del río, haciendo que se dirija por el canal de entrada al molino, y así dar fuerza a su piedra volandera.